# Dorothy B. Hughes
Dorothy B. Hughes (nata Dorothy Belle Flanagan; Kansas City, 10 agosto 1904 – Ashland, 6 maggio 1993) è stata una scrittrice e critica letteraria statunitense.
Scrisse in particolare romanzi gialli di genere noir e hardboiled.

## Biografia
Nel 1924 si diplomò in giornalismo alla Università del Missouri. In seguito, ottenne dei lavori come giornalista in Missouri, Nuovo Messico e a New York.
La sua prima opera fu un volume di poesie intitolato Dark Certainty (1931) che vinse la Yale Series of Younger Poets Competition.
Nel 1940 pubblicò il suo primo giallo, The So Blue Marble, seguito poi da altri otto romanzi, tutti negli anni quaranta. Oltre ai gialli, scrisse anche la storia dell'Università del Nuovo Messico e uno studio critico sull'autore Erle Stanley Gardner. Nel 1951 ricevette l'Edgar Award dall'organizzazione Mystery Writers of America e nel 1978 vinse il Grand Master Award.
Dorothy Hughes raccolse l'influenza di autori come Eric Ambler, Graham Greene, e William Faulkner. Il suo stile di scrittura, con trame dal ritmo serrato e ricche di suspense, e tutta la sua carriera letteraria, la associano con altre donne scrittrici di gialli della stessa epoca, tra cui Margaret Millar, Vera Caspary, Elisabeth Sanxay Holding e Olive Higgins Prouty.
Ebbe un discreto successo, e da tre dei suoi romanzi vennero tratti dei film: The Fallen Sparrow (1943) con John Garfield, Fiesta e sangue (1947) tratto da La giostra della morte e diretto da Robert Montgomery, e In a Lonely Place (1950) diretto da Nicholas Ray con Humphrey Bogart.
Dal 1940 al 1979 recensì romanzi mystery per l'Albuquerque Tribune, il Los Angeles Times, il New York Herald Tribune e altri quotidiani.
Visse a Santa Fe (Nuovo Messico), città in cui ambientò anche molti dei suoi romanzi.
Morì ad Ashland (Oregon) in seguito ad un ictus.

## Opere
- Dark Certainty (1931, volume di poesie)
- Pueblo on the Mesa: The First Fifty Years of the University of New Mexico, 1939
- Profondo azzurro (The So Blue Marble), 1940
- The Cross-Eyed Bear, 1940 (aka The Cross-Eyed Bear Murders)
- The Bamboo Blonde, 1941
- Le colpe dei padri (The Fallen Sparrow), 1942
- Il negriero (The Blackbirder), 1943
- The Delicate Ape, 1944
- Johnnie, 1944
- Dread Journey, 1945
- La giostra della morte (Ride the Pink Horse), 1946
- The Scarlet Imperial (aka Kiss for a Killer), 1946
- In un posto solitario, (In a Lonely Place), 1947
- The Big Barbecue, 1949
- The Candy Kid, 1950
- The Davidian Report (aka The Body on the Bench)
- In pasto ai lupi, poi ritradotto con il titolo Il capro espiatorio (The Expendable Man), 1963 (ripubblicato nel 2006)
- Erle Stanley Gardner: The Case of the Real Perry Mason, 1978 (biografia critica)

### Racconti
- Ritorno a casa (The Homecoming), 1946

## Filmografia
- Il passo del carnefice (The fallen sparrow), regia di Richard Wallace (1943)
- La nave della morte (Follow the Boys), regia di A. Edward Sutherland (1944)
- Fiesta e sangue (Ride the Pink horse), regia di Robert Montgomery (1947)
- Il diritto di uccidere (In a lonely place), regia di Nicholas Ray (1950)